# Kroatisch-österreichische Beziehungen
Die österreichisch-kroatischen Beziehungen haben ihren Ursprung im Kontext der Habsburgermonarchie. Bis zum 18. Jahrhundert waren die Beziehungen durch die gemeinsame Gefahr durch das Osmanische Reich geprägt. Nach dem Zerfall der Habsburgermonarchie 1918 wurde Kroatien in das neugegründete Königreich der Serben, Kroaten und Slowenen integriert. In der zweiten Hälfte des 20. Jahrhunderts waren die Beziehungen vor allem durch kroatische Flüchtlingsbewegungen nach Österreich geprägt. Erst nach dem Zerfall Jugoslawiens ab 1992 und der damit einhergehenden Unabhängigkeit Kroatiens konnten sich die Beziehungen auch politisch verbessern. Der EU-Beitritt Kroatiens 2013 war ein weiterer Meilenstein der österreichisch-kroatischen Beziehungen. Heute zeichnet eine starke wirtschaftliche Verflechtung die Beziehung der beiden Länder aus.

## Geschichte

### Vorgeschichte (bis 1992)
Die politische Beziehungsgeschichte zwischen Kroatien und Österreich ist eng mit der Habsburgermonarchie verwoben. Bereits 1102 trat das bisher unabhängige Königreich Kroatien durch die pacta converta in Personalunion mit dem Königreich Ungarn, deren König Koloman von nun an auch König von Kroatien war.
Bis zum Ende des 15. Jahrhunderts hatten die Osmanen große Teile des Balkans erobert und Ungarn war viel zu sehr mit innenpolitischen Querelen beschäftigt, als dass es sich mit der Türkenabwehr hätten beschäftigen können. So kam es 1526 zur Schlacht von Mohács, im Zuge derer das ungarisch-kroatische Heer vernichtend geschlagen wurde. Die Habsburger standen in dynastischer Verbindung mit den Jagiellonen, weshalb Ferdinand I. Anspruch auf Böhmen und Ungarn hatte, aber weil die Habsburger zu dieser Zeit militärisch nicht stark genug waren, ihren gesamten Herrschaftsanspruch durchzusetzen, kam es zur Dreiteilung Ungarns, bei der Ferdinand I. nur einen schmalen Streifen im Westen beherrschen konnte. Dazu zählte auch „Restkroatien“, denn die kroatischen Stände hatten Ferdinand als König von Kroatien anerkannt, der im Gegenzug die Verteidigungsleistung gegen die Türken übernehmen sollte. Dieser Verpflichtung kam er nach, indem er auf kroatischem Gebiet die windische und die kroatische Grenze errichten ließ, den Ausgangspunkt der späteren Militärgrenze, einem Verteidigungsnetz aus Burgen, Schlössern, Blockhäusern und befestigten Ortschaften.

Einteilung Österreich-Ungarns. Kroatien und Slawonien werden zusammengefasst

In dieser Zeit, also dem 15. und 16. Jahrhundert, kam es auch zur ersten größeren Migrationsbewegung zwischen Kroatien und Österreich. Eine Wirtschaftskrise am Übergang zur Frühen Neuzeit, zahlreiche Epidemien und die Eroberungszüge der Osmanen schufen die Voraussetzung dafür, dass sich zwischen 20.000 und 60.000 Kroaten in den Grenzgebieten der heutigen Staaten Österreich, Ungarn und der Slowakei ansiedelten. Kerngebiet des damaligen Siedlungsgebietes war das heutige Burgenland und der östliche Teil Niederösterreichs.
Die folgende Zeit war aus kroatisch-österreichischer Sicht vor allem von zwei Streitthemen geprägt: Erstens das Verhältnis zwischen Kroatien und Ungarn im Hinblick auf die kroatische Autonomie und zweitens das Land Dalmatien im Kontext des Dreieinigen Königreiches Kroatien, Slawonien und Dalmatien.
Die Frage nach der Autonomie Kroatiens innerhalb des ungarischen Herrschaftsgefüges speiste sich aus drei Argumenten: Erstens verwies man auf die pacta converta, die aus kroatischer Sicht freiwillig zustande kam, woraus das Dogma des ununterbrochenen kroatischen Staatsrechts abgeleitet wurde. Zweitens argumentiere man mit der Pragmatischen Sanktion, die der kroatische Landtag schon 1713 anerkannt hatte. Dieser Beschluss wurde von Kaiser Karl VI. nicht sanktioniert, da – aus nicht-kroatischer Sicht – dem Landtag ein derartiger Beschluss nicht zustand. Der Kaiser nahm erst den ungarischen Beschluss von 1723 an, in dem das mit Ungarn verbundene Königreich Kroatien ausdrücklich eingeschlossen war. Ein dritter Punkt war der Ungarisch-Kroatische Ausgleich von 1868. In der kroatischen Textversion war die Rede von einem Königreichen Ungarn und Kroatien, in der ungarischen Fassung war jedoch ein gemeinsames Grundgesetz vorgesehen, Kroatien war aus dieser Sicht nur ein ungarisches Nebenland mit bestimmten, festgelegten Autonomierechten.
Der zweite Streitpunkt zwischen Österreich und Kroatien war Dalmatien, das einst Bestandteil des Dreieinigen Königreiches Kroatien, Slawonien und Dalmatien war. Mit dem Frieden von Campoformio 1797 fiel Dalmatien an Österreich, die Wiener Regierung weigerte sich allerdings, das neu gewonnene Land an Kroatien anzugliedern. Die Wiedervereinigung war Streitthema bis zum Ende der Monarchie. Für zusätzliche Spannungen sorgte die Vernachlässigung Dalmatiens, wo erst 1908 erste Modernisierungsprozesse einsetzten, nachdem es über 100 Jahre wirtschaftlich nicht ausreichend berücksichtigt wurde.

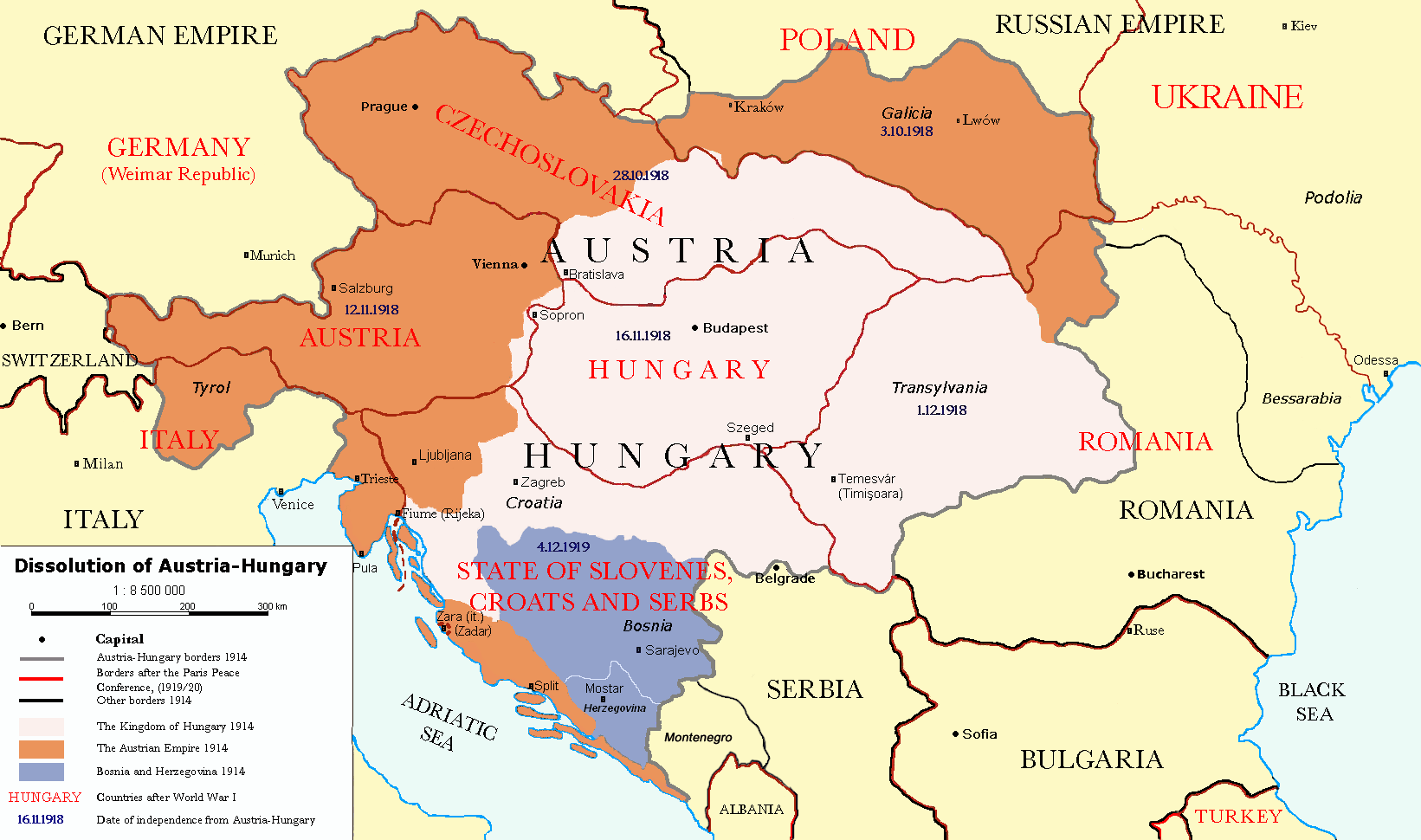
Das Königreich der Serben, Kroaten und Slowenen nach dem Zerfall der Donaumonarchie

Der Anfang des 20. Jahrhunderts war im Kontext des generellen Nationalitätenkampfes geprägt von der südslawischen Frage, die sich schnell zum Problem für den habsburgischen Vielvölkerstaat entwickeln sollte. Im Sinne des Jugoslawismus kam es zu der Idee einer Vereinigung von Slowenen, Kroaten und Serben in einem Staat. Es überrascht daher nicht, dass das von südslawischen, aus Österreich-Ungarn emigrierten Politikern gegründete Südslawische Komitee und die Exilregierung des Königreiches Serbien in der Erklärung von Korfu von 1917 die Errichtung eines gemeinsamen Staates der Serben, Kroaten und Slowenen proklamierten. Damit bzw. mit dem Ende des Ersten Weltkrieges endete auch die Geschichte Kroatiens als Teil der Donaumonarchie.
Ab 1918 war Kroatien Teil des Königreichs Jugoslawien, welches bis 1941 bestand und dann von Deutschland und Italien besetzt und aufgelöst wurde. Kroatien wurde zum Unabhängigen Staat Kroatien, wobei es de facto ein Protektorat des Deutschen Reiches war und somit wiederum in engem politischen und wirtschaftlichen Kontakt mit der „Ostmark“, also dem an Deutschland angegliederten Österreich stand.

Nach dem Zweiten Weltkrieg war Kroatien Teil der Föderativen Volksrepublik Jugoslawien und ab 1963 Teil der Sozialistischen Föderativen Republik Jugoslawien. Im Zuge der Gastarbeiterbewegung ab 1966 kamen bis 1971 mehr als 93.000 jugoslawische Arbeitskräfte nach Österreich und auch wenn keine Statistiken für kroatische Gastarbeiter vorliegen, kann man davon ausgehen, dass der Anteil beträchtlich war. Die bisher letzte größere Migrationsbewegung von Kroatien nach Österreich ereignete sich im Zuge des Jugoslawienkrieges zwischen 1991 und 1995. Feindseligkeiten gab es bereits in den 1980er-Jahren, als Serbien mehr und mehr die Vormachtstellung in Jugoslawien beanspruchte. 1989 konstituierten sich – vom System geduldet – in Kroatien und Slowenien Parteien, 1990 kam die nationalistische HDZ, die „Kroatische demokratische Gemeinschaft“ unter Franjo Tuđman in Kroatien an die Macht. Die Konflikte erreichten 1991 ihren Höhepunkt, denn während Kroatien und Slowenien die Umwandlung Jugoslawiens in eine „Konföderation unabhängiger Staaten“ vorschlugen, setzte der serbische Präsident Slobodan Milošević auf die Dominanz Serbiens. Die Weigerung des serbischen Vertreters im Staatspräsidium, den Vorsitz an den kroatischen Vertreter abzugeben, gab dann den Anlass zur Unabhängigkeitserklärung von Slowenien und Kroatien am 25. Juni 1991. Zwar war es schon vorher zu kleineren Kampfhandlungen gekommen, so intensivierte sich der Kroatienkrieg nach der Unabhängigkeitserklärung massiv. Laut UNHCR kamen dabei etwa 13.000 Flüchtlinge aus Kroatien nach Österreich, wobei die meisten davon bereits 1992 wieder nach Hause zurückkehrten.

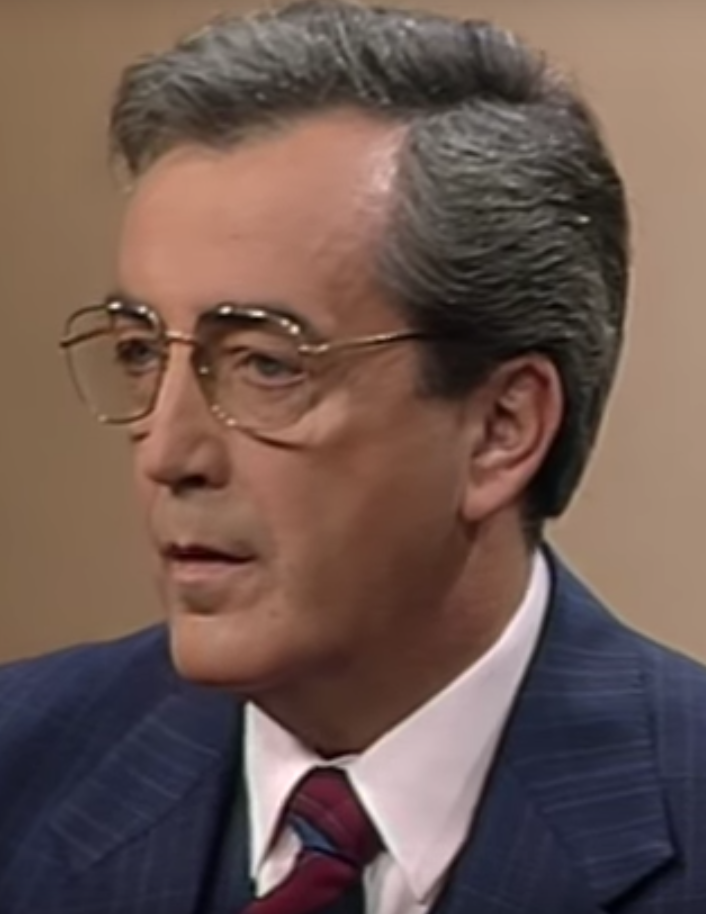
Alois Mock kümmerte sich um die Anerkennung der Staaten Kroatien und Slowenien

Seit dem Zerfall von Jugoslawien haben sich die politischen Beziehungen zwischen Österreich und Kroatien nicht nur verbessert, sondern auch intensiviert. Maßgeblich dafür verantwortlich war der ehemalige österreichische Außenminister Alois Mock. Das überaus positive Bild Mocks in Kroatien ergibt sich vor allem aus seinem Einsatz für die Unabhängigkeit Kroatiens und die humanitäre Hilfe, die Österreich unter seiner Schirmherrschaft im Jugoslawienkrieg leistete.
Im Kontext der humanitären Hilfe waren es Hilfsorganisationen wie das Rote Kreuz, die Caritas, das österreichische Hilfswerk, der Malteser Hospitaldienst und CARE, die die Hilfslieferungen bewerkstelligten, wobei sich auch die österreichischen Bundesländer an den Hilfslieferungen beteiligten. Alois Mock stellte seinerseits mit dem Apparat des Außenministeriums die notwendige Koordinierung und Unterstützung sicher. Die österreichischen Botschaften wurden angewiesen, slowenischen und kroatischen Staatsbürgern in dringenden Fällen humanitäre Hilfe zu leisten. Als spektakulär kann dabei die Evakuierung von 850 Frauen und Kindern aus den Kampfgebieten in Vukovar und Vinkovci gelten, die im Dezember 1991 nach Österreich gebracht wurden.
Auch was die Unabhängigkeit Kroatiens anging profilierte sich Mock. So „internationalisierte“ er den Konflikt im Rahmen der EG, der KSZE und der Vereinten Nationen durch den (erfolglosen) Vorstoß der Einrichtung eines Weisenrats für die Jugoslawienkrise. Darüber hinaus sprach er sich im Sommer 1991 vor dem Nationalrat für die Anerkennung eines unabhängigen Sloweniens und Kroatiens aus. Er erhoffte sich, dass mit der Anerkennung der beiden Staaten eine Anrufung des Sicherheitsrates der Vereinten Nationen möglich werden würde, die bisher von der jugoslawischen Zentralregierung abgelehnt wurde. Tatsächlich bewirkte Mock am 25. September 1991 eine Sondersitzung des Sicherheitsrates, im Zuge derer ein Waffenembargo für Jugoslawien verabschiedet wurde.

### Politische Geschichte (ab 1992)
Durch den Druck auf den Nationalrat gelang es dem österreichischen Außenminister darüber hinaus, einen einstimmigen Beschluss zur Anerkennung von Slowenien und Kroatien zu erwirken, die offizielle Anerkennung erfolgte 15. Jänner 1992. Auch wenn dieser Beschluss schlussendlich gefasst wurde, herrschte innerhalb der Regierung hinsichtlich der Unabhängigkeitsfrage große Uneinigkeit. Der Riss verlief innerhalb der großen Koalition: So verurteilte der damalige sozialdemokratische Bundeskanzler Franz Vranitzky den – wie er es nannte – Alleingang Mocks und glaubte bis zuletzt an die Einheit Jugoslawiens.

Bereits im Zuge des Paneuropa-Picknicks hatte Otto von Habsburg angemerkt, dass Slowenien und Kroatien ihr Selbstbestimmungsrecht erhalten müssten. Bei seinem ersten offiziellen Besuch in den unabhängigen Staaten Slowenien und Kroatien am 18. Jänner 1992 wurde Alois Mock frenetisch bejubelt. Wenig überraschend ist es daher, dass auch die Friedensverhandlungen zur Beilegung der Kampfhandlungen zwischen Bosnien und Kroatien in Wien stattfanden. Doch auch im Bosnienkonflikt wurde Alois Mock aktiv: So war er maßgeblich daran beteiligt, dass das „Washingtoner Abkommen zur Gründung der Bosnisch-Kroatischen Föderation in Bosnien und Herzegowina“ ratifiziert wurde, das den Kroatisch-bosniakischen Krieg beendete. Der Casus Belli war die Unabhängigkeitsbestrebung der Kroatischen Republik Herceg-Bosna. Unterzeichnet wurde das Friedensabkommen vom bosnischen Ministerpräsidenten Haris Silajdžić, dem Vertreter der bosnischen Kroaten Krešimir Zubak und dem kroatischen Außenminister Mate Granić.

Mitgliedsstaaten der Zentraleuropäischen Verteidigungskooperation (CEDC)

2010 wurde die Zentraleuropäische Verteidigungskooperation gegründet. Es handelt sich um eine Kooperation der mitteleuropäischen Staaten Österreich, Kroatien, Slowenien, Slowakei, Ungarn und Tschechien in sicherheitspolitischen Fragen. Diese Kooperation kam in der Flüchtlingskrise ab 2015, beziehungsweise deren Bewältigung, zum Tragen.
Der Weg, der mit der Eigenstaatlichkeit Kroatiens begann, wurde 2013 mit dem Beitritt Kroatiens in die EU vollendet. Das Beitrittsgesuch hatte Kroatien bereits 2003 gestellt, 2004 erhielt das Land Kandidatenstatus. In einem langwierigen Prozess, der bis 2011 andauerte, musste Kroatien dabei das gesamte Recht der Europäischen Union übernehmen. Die guten politischen Beziehungen zahlten sich nun aus, da Österreich den Beitrittskandidaten maßgeblich in seinem Bestreben, der europäischen Staatengemeinschaft beizutreten, unterstützte.
Diese guten politischen Beziehungen zwischen Österreich und Kroatien haben sich auch in jüngster Zeit nicht geändert. So führte der erste Staatsbesuch den damals frisch ernannten österreichischen Außenminister Sebastian Kurz zu seinem Amtskollegen Miro Kovač nach Zagreb, wo er unter anderem von der starken Verbundenheit der beiden Länder sprach. Die guten Beziehungen der beiden Länder sollte allerdings nicht darüber hinwegtäuschen, dass Österreich im Jahr 2015 als eines von nur fünf EU-Ländern die Übergangsfrist für die Öffnung des Arbeitsmarktes für kroatische Bürger verlängert hat.

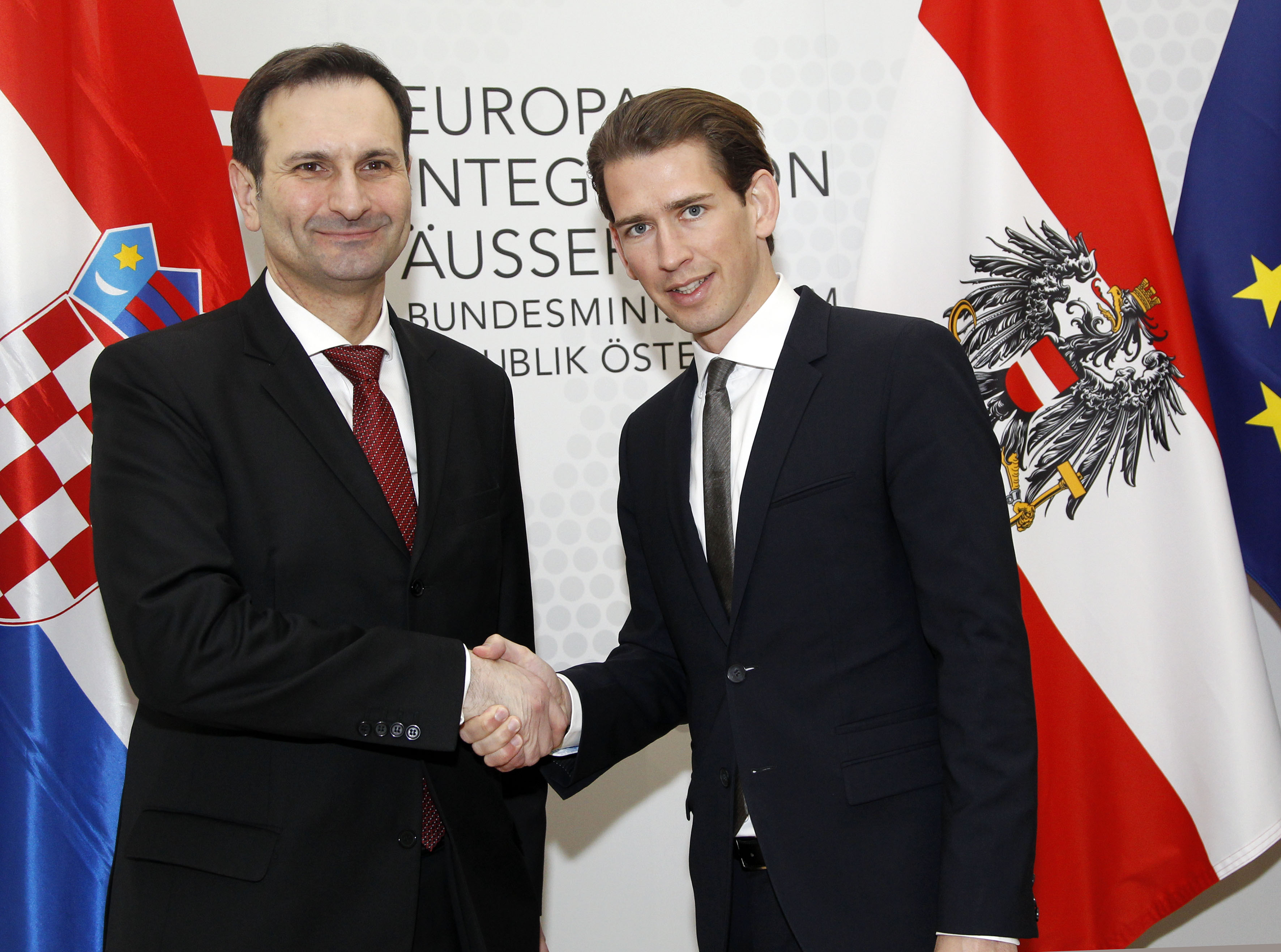
Sebastian Kurz (rechts) mit dem kroatischen Außenminister Miro Kovač

Neue Aktualität erfuhren die politischen Beziehungen zwischen Kroatien und Österreich im Zuge der Flüchtlingskrise. Im Jänner 2016 fand in Wien die Westbalkan-Konferenz statt, an der die Innen- und Außenminister von Bulgarien, Kroatien, Slowenien, Albanien, Bosnien-Herzegowina, Kosovo, Mazedonien, Montenegro und Serbien teilnahmen, wobei Österreich als Gastgeberland auftrat. In der ausgearbeiteten Deklaration „Managing Migration Together“ erklärten die Teilnehmerländer ihre Zusammenarbeit in der Flüchtlingsfrage. Tatsächlich begannen am 8. und 9. März Slowenien, Kroatien, Serbien und Mazedonien damit, ihre Grenzen zu schließen, was die Zahl der Flüchtlinge zumindest auf der Westbalkanroute massiv reduzierte. Die Tatsache, dass Sebastian Kurz gemeinsam mit den Balkanländern den Zustrom an Migranten massiv einschränkte, machte ihn in Kroatien sehr populär. Die Zagreber Tageszeitung „Vecernji list“ erschien im April 2016 mit einem formatfüllenden Kurz-Foto auf der Titelseite, auf der in dicken Lettern zu lesen war: „Der Mann, der die EU gerettet hat.“

## Wirtschaftliche Beziehungen

### Wirtschaftsbeziehungen zwischen Österreich-Ungarn und den kroatischen Ländern
Lange Zeit waren die kroatischen und österreichischen Länder durch die Habsburgermonarchie in einem Wirtschaftsraum vereint. Nach dem Ersten Weltkrieg endete diese für beide Seiten profitable wirtschaftliche Verflechtung, da Kroatien fortan Teil des späteren Jugoslawiens waren. Für die Wirtschaft Kroatiens bedeutete die Zugehörigkeit zu Jugoslawien ein Schrumpfen der Wirtschaft und eine Verarmung des Marktes. Die Kauf- und Produktionskraft des neuen Wirtschaftsraums lag weiter unter jener der ehemaligen Donaumonarchie. Die auf den Primärsektor ausgelegte Ökonomie Kroatiens sah sich durch die Loslösung von Österreich-Ungarn mit einer schwierigen Situation konfrontiert.

### Wirtschaftsbeziehungen ab 1992
Seit Anfang der 1990er-Jahre, also seit der Unabhängigkeit Kroatiens, spielte Österreich eine bedeutende Rolle im Aufbau einer starken kroatischen Wirtschaft. Seit den frühen 1990er-Jahren hat Österreich in etwa 6,4 Milliarden Euro in Kroatien investiert, was etwa einem Viertel aller in Kroatien getätigter Auslandsinvestitionen entspricht. Die WKÖ hat den kroatischen Markt einst als „erweiterten Heimatsmarkt“ für österreichische Unternehmer bezeichnet, was bezeichnend für die günstigen Voraussetzungen für einen Markteinstieg österreichischer Investoren in Kroatien ist.
Vor allem in den Bereichen Finanzdienstleistung (z. B.: Erste Bank, Bank Austria, Raiffeisen, Volksbank, Generali, Uniqua), Telekommunikation (z. B.: A1) und Medien (z. B.: Styria) hat Österreich in Kroatien stark investiert. Auch das Baugewerbe (z. B.: STRABAG, Alpine) und der Groß- und Einzelhandel (z. B.: AWT, Billa, Palmers, Porsche, OMV, Spar) werden durch österreichische Investoren gefördert. Insgesamt sind in etwa 700 österreichische Unternehmen in Kroatien tätig, was Österreich zum stärksten Auslandsinvestor in Kroatien macht.
Neben reger Aktivität im Bereich von unternehmerischen Tätigkeiten und FDIs stellt auch der Außenhandel mit Kroatien eine bedeutende Komponente der kroatisch-österreichischen Wirtschaftsbeziehungen dar. Österreich exportiert dabei vor allem Rohstoffe wie Leder, Holzerzeugnisse (Spanplatten, Nadelholz), Industrieerzeugnisse wie Wickeldraht, elektrische Leiter und Karosserieteile sowie Konsumgüter wie Mobiltelefone, Fernsehgeräte und Schokolade. Kroatien exportiert Güter wie Maschinen und mechanische Geräte, Zugmaschinen und Fahrzeuge, Elektrogeräte, Holz- und Eisenwaren, Schuhe, Möbel, Leder und essbare Zubereitung. Bei den Exporten Kroatiens handelt es sich dabei größtenteils um Reexporte aus kroatischen Erzeugungsbetrieben österreichischer Firmen. Im Jahr 2015 belief sich das Volumen der österreichischen Exporte nach Kroatien auf etwa 1,375 Mrd. €, die kroatischen Exporte nach Österreich betrugen in etwa 540 Mil. €. Damit ergibt sich ein Handelsbilanzüberschuss für Österreich in der Höhe von ca. 835 Mil. €.
Im Jahr 2002 wurde durch eine Initiative, an der der ehemalige Generaldirektor der Raiffeisen-Landesbank Steiermark Georg Doppelhofer maßgeblich beteiligt war, die Kroatisch-Österreichische Handelskammer gegründet. Laut dem Präsidenten der Institution, Markus Mair, sind und waren die Aufgaben der Handelskammer unter anderem die Vertiefung der Wirtschaftsbeziehungen der beiden Länder, als auch die, mittlerweile erfolgreiche, wirtschaftliche Ebnung des Wegs Kroatiens in die Europäische Union.

### Der EU-Beitritt Kroatiens
Die Republik Kroatien hat bereits früh seine Wirtschaftsgesetze an den EU-Raum angepasst. Standards wie die Gleichberechtigung für In- und Auslandsinvestoren wurden umgesetzt. Der EU-Beitritt hatte für die kroatisch-österreichischen Wirtschaftsbeziehungen somit nur auf gewissen Ebenen einen Effekt: Laut dem damaligen österreichischen Staatssekretär Reinhold Lopatka eröffnete der Beitritt der Kroaten jedoch „neue Chancen für Handel und Investitionen“.

Die Höhe der Investitionen blieb auch nach dem EU-Beitritt Kroatiens in etwa gleich, die Arbeitnehmerfreizügigkeit für kroatische Staatsbürger ist (Stand 2017) in Österreich noch nicht gegeben, da die Republik die Beschränkungen 2015 um drei weitere Jahre verlängert hat.

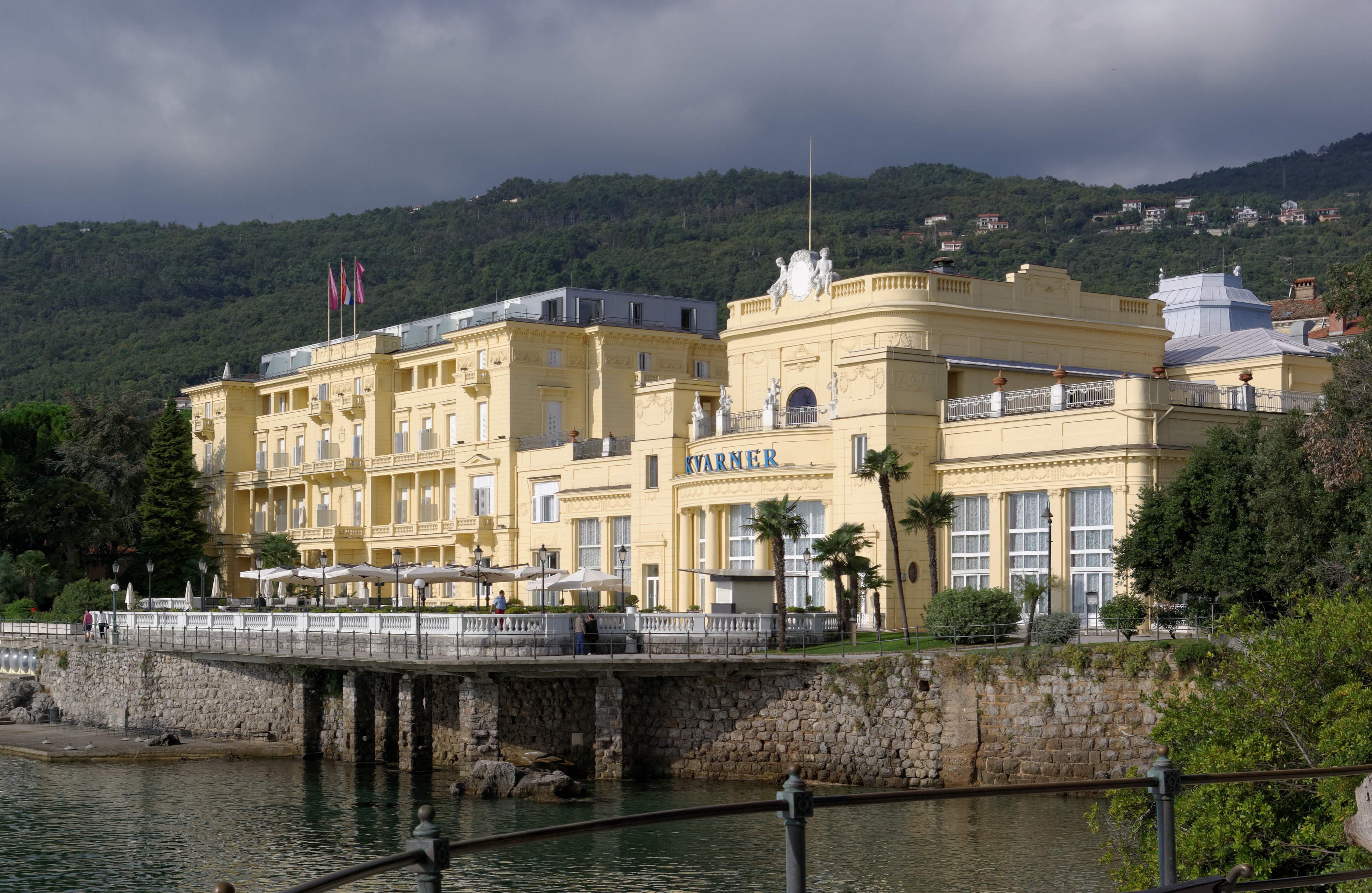
Das 1884 eröffnete Hotel Kvarner in Opatija ist das älteste Hotel der Ostadria

## Kulturelle Beziehungen
Die kulturelle Zusammenarbeit zwischen Österreich und Kroatien ist überaus vielfältig. Sie verdankt sich nicht nur staatlichen Initiativen der jüngeren Zeit, sondern hat ihre Wurzeln auch in der historischen Verbindung beider Länder sowie der langen Präsenz von Menschen mit kroatischem Hintergrund auf dem Gebiet des heutigen Österreich. In Kroatien ist mancherorts das kulturelle Erbe des alten Österreich nach wie vor – vor allem architektonisch – präsent, wie etwa am Küstenort Opatija, das als Erholungsort an der „Österreichischen Riviera“ diente. Kroatien steht beispielhaft für die Bedeutung kultureller Beziehungen in der österreichischen Außenpolitik, denn schon lange vor der Aufnahme diplomatischer Beziehungen hatte Österreich eine offizielle Kultureinrichtung in Kroatien eröffnet. Darauf bezugnehmend betonte Außenminister Sebastian Kurz 2017 anlässlich der Eröffnung des gemeinsamen Kulturjahres zwischen Österreich und Kroatien: „Vor diesem Hintergrund ist eine aktive internationale Kulturarbeit ein wesentlicher Bestandteil unseres freundschaftlichen internationalen Austauschs und eine tragende Säule der österreichischen Außenpolitik.“  Der kulturelle Austausch der beiden Länder beruht zum einen auf staatlichen Abkommen und Einrichtungen, wird aber zum anderen auch von privaten Initiativen und Gesellschaften getragen.

### Kulturabkommen
Im Oktober 2005 schlossen Österreich und Kroatien ein Kulturabkommen, das „zu einer weiteren Intensivierung der bilateralen Beziehungen und zu einer Verstärkung der kulturellen Zusammenarbeit insbesondere in den Bereichen Literatur, Bildende Kunst, Fotografie, Film, Theater, Tanz, Musik, Schutz des Kulturerbes, Archivwesen, Bibliotheks- und Museumswesen beitragen soll.“ Das Abkommen sieht die „direkte Zusammenarbeit von Institutionen in den Bereichen der Kultur, insbesondere der Kunst, des Schul- und Hochschulwesens, der Forschung sowie der Jugend und des Sports“.

### Kulturjahr 2017
Das Jahr 2017 steht für Österreich und Kroatien unter dem Motto „Gemeinsam Kultur erleben“ und ermöglicht über 100 kulturelle Veranstaltungen – etwa Konzerte, Ausstellungen, Lesungen, Theater und Filmfestivals – in den beiden Ländern, die einem interessierten Publikum „unmittelbare Eindrücke österreichischen und kroatischen Kunstschaffens vermittel[n]“ Außenminister Sebastian Kurz merkte in seinem Vorwort zum gemeinsam verantworteten Programm in Bezug auf die österreichisch-kroatischen Beziehungen an:
„Die über 62.000 Menschen mit kroatischem Hintergrund, die heute in Österreich leben, bilden die fünftgrößte Gruppe von ausländischen Staatsbürgern in Österreich. Gemeinsam mit den BurgenlandKroatinnen und -kroaten sind sie heute die wohl wichtigste und tragfähigste Brücke zwischen den beiden Ländern. Menschen mit kroatischen Wurzeln setzen sich außerdem als Integrationsbotschafterinnen und -botschafter für die Verbindungen zwischen den Ländern ein.“

### Österreichisches Kulturforum / Austrijski kulturni forum Zagreb

Logo des Österreichischen Kulturforums

Das Österreichische Kulturforum mit Sitz in der kroatischen Hauptstadt wurde 1955 als „österreichische Lesehalle“ gegründet, und 2001 in ein Kulturforum umgewandelt. Es sieht seine Aufgabe vor allem darin, das „historisch Gemeinsame als auch ein modernes Österreichbild“ zu vermitteln, „indem das in Kroatien gängige Klischee von Österreich als Land der Klassischen Musik und des Walzers um die Darstellung der Leistungen zeitgenössischer österreichischer Bildender Kunst, Literatur und Wissenschaft ergänzt wird.“

### Österreich-Bibliotheken
1995 wurde die räumlich und organisatorisch der Stadt- und Universitätsbibliothek Osijek angegliederte Österreich-Bibliothek in Osijek eröffnet, die zugleich auch eine Kroatisch-Österreichische Gesellschaft beherbergt. „Aus den die Grundausstattung umfassenden Bereichen haben sich Österreichische Literatur und Geschichte, Literaturgeschichte, Literaturwissenschaft, Deutsch als Fremdsprache, Ost-, Mittel- und Südosteuropäische Geschichte sowie Landeskunde und Touristik als ihre inhaltlichen Schwerpunkte herausgebildet.“ Die Bibliothek veranstaltet Ausstellungen, Konzerte, Filmvorführungen, Buchpräsentationen und Vorträge und wird vom Österreichischen Kulturforum Zagreb betreut.
Seit 2011 existiert auch im istrischen Rijeka eine Österreich-Bibliothek, die der dortigen Universität angegliedert ist und ebenfalls vom Österreichischen Kulturforum betreut wird.

### KulturKontakt Austria
Die Kulturkontakt Austria ist ein vom Bundesministerium für Bildung und vom Bundeskanzleramt unterstützter Verein, der sich als „europäisches Kompetenz- und Ressourcenzentrum mit den Kernbereichen Kulturvermittlung mit Schulen in Österreich, internationale Bildungskooperation und Artist in Residence-Programme für KünstlerInnen aus dem Ausland“ versteht. Sie fördert Austausch und Kooperation zwischen Bildungsinstitutionen in Ost- und Südosteuropa und Österreich und unterstützt die Zusammenarbeit zwischen Schulen, Kulturschaffenden und Kultureinrichtungen in Österreich. Auch mit Kroatien gibt es einige Initiativen, unter anderem stellten in den vergangenen Jahren immer wieder kroatische Kunst- und Kulturschaffende in österreichischen Galerien aus, und machen so zeitgenössische kroatische Kunst einem österreichischen Publikum zugänglich.

### Österreichisch-Kroatische Gesellschaft
Im Jahr 1990 gründete sich die Österreichisch-Kroatische Gesellschaft, der prominente Vertreter unterschiedlicher politischer Lager angehörten, etwa Erhard Busek, Hannes Swoboda und Norbert Leser auf österreichischer, Franjo Komarica oder Zvonimir Separovic auf kroatischer Seite. Derzeitiger Präsident der Gesellschaft ist Nikolaus Berlakovich. In ihrer Vorstellung beschreibt die Österreichisch-Kroatische Gesellschaft die Umstände ihrer Entstehung wie folgt:
„Trotz, oder vielmehr aufgrund der turbulenten politischen Zeiten (der Staat Kroatien wurde erst am 8. Oktober 1990 gegründet und am 15. Jänner 1992 international anerkannt) hat die Gesellschaft von Anfang an eine rege Tätigkeit entwickelt. Einer der Höhepunkte war die wesentliche Unterstützung und Vorbereitung des Besuchs des Kroatischen Präsidenten Tudjman im Jänner 1991, im Rahmen dessen die ÖKG einen Empfang im Hotel Imperial und ein Abendessen arrangiert hat, und darüber hinaus auch ein informelles Gespräch mit Bundesminister Dr. Busek im Beisein von internationalen Journalisten vermittelt hat.“
Nicht zuletzt wird der kulturelle Austausch auch durch die in Österreich lebenden kroatischen Staatsbürger befördert, die sich zu Kultur- und Sportvereinen oder religiösen Gemeinden (etwa der „Kroatisch-katholischen Mission“) zusammengeschlossen haben, und sich oftmals auch an eine interessierte Öffentlichkeit wenden.